# بخت أردشير

خريطة مقاطعة فارس الساسانية.

بخت أردشير كانت مدينة من العصور الوسطى في مقاطعة فارس [الإنجليزية] الساسانية. تأسست في أوائل القرن الثالث على يد أول ملك ساساني، أردشير الأول (حكم من عام 224 إلى عام 242)، بعد فراره من بلاط آخر ملوك الفرثيين، أرتابانوس الخامس. وفي عام 224، أُدمجت ضمن التقسيم الإداري لأردشير خوار.